# Tissa Balalle
Tissa Reginald Balalle (abweichende Namensschreibweise: Balalla; * 15. Juli 1937) ist ein sri-lankischer Politiker der Sri Lanka Freedom Party (SFLP).

## Leben
Ballale wurde bei der Wahl 1970 für die 1951 von S. W. R. D. Bandaranaike gegründete Sri Lanka Freedom Party (SFLP) zum Mitglied des Parlaments gewählt und gehörte diesem bis zur Wahl 1977 an. Am 6. Oktober 2007 löste er Dharmadasa Wanniarachchi als Gouverneur der Nordwestprovinz ab und bekleidete dieses Amt bis zum 23. Januar 2015, woraufhin Amara Piyaseeli Ratnayake seine Nachfolgerin wurde.